# Niekłań Mały
Niekłań Mały – wieś w Polsce położona w województwie świętokrzyskim, w powiecie koneckim, w gminie Stąporków.
Prywatna wieś szlachecka, położona była w drugiej połowie XVI wieku w powiecie opoczyńskim województwa sandomierskiego. W latach 1975–1998 miejscowość administracyjnie należała do województwa kieleckiego.
Wieś leży nad rzeką Czarną. Jest często uznawana za część Niekłania Wielkiego.
Przez wieś przechodzi  czarny szlak turystyczny z rezerwatu przyrody Skałki Piekło do Wólki Plebańskiej.
W drugiej połowie lat siedemdziesiątych XVI wieku wieś była własnością Jakuba Chlewickiego.
Wierni kościoła rzymskokatolickiego należą do parafii św. Wawrzyńca w Niekłaniu Wielkim.

## Części miejscowości
| SIMC    | Nazwa        | Rodzaj    |
| ------- | ------------ | --------- |
| 1018120 | Dworek       | część wsi |
| 1018137 | Gołysa       | część wsi |
| 1018172 | Rzekietka    | część wsi |
| 1018210 | Zdunów       | część wsi |
| 1018226 | Zielona Góra | część wsi |

## Urodzeni w Niekłaniu Małym
- Antoni Zimniak, biskup pomocniczy częstochowski